# Ingemar Olsson (språkforskare)
Ingemar Olsson född 25 augusti 1923, död 6 mars 2001, var en svensk språkforskare med fokus på ortnamn.

## Biografi
Olsson föddes i Skåne men kom att lära känna och älska Gotland. Han intresserade sig för språket och den folkliga kulturen på ön, och blev känd som "Fårö-Olle".
Olsson disputerade 1959 på en avhandling om gotländska terrängord. Han var forskardocent vid Stockholms universitet 1968–1990 och forskade framförallt om gotländska ortnamn tolkade i historisk och arkeologisk belysning.
Han gav ut flera böcker inom detta område. Boken Gotländska stavgardar: en ortnamnsstudie (1976) beskrevs som en märklig bok där arkeologi och ortnamnsforskning går hand i hand. I Gotländska ortnamn (1994) sammanfattar han både egna och andras mångåriga forskningar, där många förutfattade meningar raseras medan andra bekräftas och får vetenskaplig underbyggnad.
Han fick professors namn 1978.

### Familj
Ingemar Olsson var 1952–1955 gift med journalisten och viskompositören Elisabet Hermodsson (1927–2017) och de fick tillsammans skådespelaren Ylva Hermodsson (1952–1996).